# Flabellum moseleyi
Espèce
Statut CITES
Flabellum moseleyi est une espèce de coraux appartenant à la famille des Flabellidae.